# Connie & Clyde – Hit Songs of the 30s
Connie & Clyde – Hit Songs of the 30s es un álbum de estudio de la cantante estadounidense Connie Francis, publicado en mayo de 1968 a través de MGM Records.
Inspirada por la exitosa película de Arthur Penn, Bonnie and Clyde (1967), Connie Francis decidió grabar en marzo de 1968 un álbum con canciones de la Gran Depresión. Para compilar un repertorio de canciones con el mayor atractivo para el oyente, Francis entrevistó a varios testigos contemporáneos acerca de los éxitos de esa época y finalmente tomó su decisión.

## Grabación y producción
Francis siguió este proyecto con entusiasmo, y en un tiempo de preparación inusualmente corto de dos meses después de la idea inicial, el álbum fue grabado el 6, 7 y 11 de mayo de 1968. Siendo producido y conducido por Don Costa.
La mezcla de todas las canciones fueron hechas inmediatamente después de las sesiones de grabación en mayo de 1968, seguido del lanzamiento del álbum a finales del mismo mes.

## Título y portada
El nombre del álbum es un juego de palabras sobre el dúo de forajidos Bonnie y Clyde, dos de las personalidades más reconocidas de la época. Robert Arthur, el director musical de The Ed Sullivan Show, proporcionó la única canción original del álbum, la canción de apertura "Connie and Clyde".
En Alemania, el álbum fue publicado con una versión ligeramente editada: "With Plenty of Money and You" fue removida del "The Gold Diggers' Medley", así que la canción comenzaba directamente con "We're in the Money". En la portada del álbum, la canción fue renombrada como "The Golddiggers' Song: We're in the Money".
Para las fotos en la portada del álbum, Francis y un asistente de MGM Records se vistieron con un estilo moderno de la década de los 30s y recrearon la famosa de Bonnie y Clyde posando con armas en frente de un Ford B de 1932.

## Lista de canciones
Créditos adaptados desde las notas del álbum.

| Lado uno | |                                                 |          |  |
| N.º      | Título | Escritor(es)                                    | Duración |  |
| 1.       | «Connie & Clyde»                                                                                                   | Robert Arthur                                   | 2:58     |  |
| 2.       | «You Oughta Be in Pictures»                                                                                        | Dana Suesse, Edward Heyman                      | 2:16     |  |
| 3.       | «Ace in the Hole»                                                                                                  | James Dempsey, George Mitchell                  | 3:13     |  |
| 4.       | «The Gold Diggers' Medley» - I. «With Plenty of Money and You» - II. «The Gold Diggers' Song (We're in the Money)» | Harry Warren, Al Dubin                          | 2:15     |  |
| 5.       | «Just a Gigolo» | Leonello Casucci, Julius Brammer, Irving Caesar | 3:34     |  |
| 6.       | «Button Up Your Overcoat»                                                                                          | Ray Henderson, Buddy G. DeSylva, Lew Brown      | 1:58     |  |

| Lado dos |                                            |                                         |          |  |
| N.º      | Título                                     | Escritor(es)                            | Duración |  |
| 1.       | «Brother, Can You Spare a Dime?»           | Yip Harburg, Jay Gorney                 | 3:50     |  |
| 2.       | «Maybe»                                    | Allan Flynn, Frank Madden               | 2:15     |  |
| 3.       | «Am I Blue?»                               | Harry Akst, Grant Clarke                | 3:03     |  |
| 4.       | «Please Don't Talk About Me When I'm Gone» | Bee Palmer, Sam H. Stept, Sidney Clare  | 2:53     |  |
| 5.       | «Ain't Misbehavin'»                        | Fats Waller, Harry Brooks, Andy Razaf   | 3:28     |  |
| 6.       | «Somebody Else Is Taking My Place»         | Dick Howard, Bob Ellsworth, Russ Morgan | 2:34     |  |